# Morti nel 2022/Febbraio
| Questa pagina contiene informazioni ricavate automaticamente dalle voci biografiche con l'ausilio del template Bio e di un bot. L'aggiornamento è periodico e automatico e ricostruisce completamente la pagina. Se manca una persona in questa lista, sei pregato di non aggiungerla, ma accertati piuttosto che la sua voce biografica contenga il template Bio e che i dati anagrafici siano correttamente compilati. Se il template Bio manca, inseriscilo tu stesso o, in alternativa, metti l'avviso {{tmp\|Bio}} che ne segnala la mancanza. Se i dati riportati sono sbagliati, correggi direttamente la voce biografica; le modifiche saranno visibili in questa lista entro pochi giorni. Per chiarimenti vedi il progetto biografie. La lista contiene solo le 217 persone che sono citate nell'enciclopedia e per le quali è stato implementato correttamente il template Bio. Pagina aggiornata al 18 ago 2025. |

- 1º febbraio - Isaac Bardavid, attore e doppiatore brasiliano (n. 1931)
- 1º febbraio - Paolo Graziosi, attore italiano (n. 1940)
- 1º febbraio - Shintarō Ishihara, scrittore e politico giapponese (n. 1932)
- 1º febbraio - Stanisław Olejniczak, cestista polacco (n. 1938)
- 1º febbraio - Maurizio Zamparini, imprenditore e dirigente sportivo italiano (n. 1941)
- 2 febbraio - Ivano Comba, calciatore italiano (n. 1960)
- 2 febbraio - Joe Diorio, chitarrista, compositore e produttore discografico statunitense (n. 1936)
- 2 febbraio - Bernd Dobermann, calciatore tedesco orientale (n. 1944)
- 2 febbraio - Bill Fitch, allenatore di pallacanestro e dirigente sportivo statunitense (n. 1932)
- 2 febbraio - Ezio Frigerio, scenografo italiano (n. 1930)
- 2 febbraio - Monica Vitti, attrice italiana (n. 1931)
- 3 febbraio - Dieter Mann, attore tedesco (n. 1941)
- 3 febbraio - Chrīstos Sartzetakīs, politico e magistrato greco (n. 1929)
- 3 febbraio - Giorgio Turchi, calciatore italiano (n. 1931)
- 3 febbraio - Francisco Raúl Villalobos Padilla, vescovo cattolico messicano (n. 1921)
- 3 febbraio - Abu Ibrahim al-Hashimi al-Qurashi, terrorista iracheno (n. 1976)
- 4 febbraio - Alberto Di Pisa, magistrato italiano (n. 1943)
- 4 febbraio - Todd Domboski, avvocato statunitense (n. 1968)
- 4 febbraio - Gianluca Floris, cantante lirico e scrittore italiano (n. 1964)
- 4 febbraio - Luis Muñoz Grau, calciatore spagnolo (n. 1935)
- 4 febbraio - Stefano Nicolò Petris, politico italiano (n. 1943)
- 5 febbraio - Mavie Bardanzellu, attrice e ballerina italiana (n. 1938)
- 5 febbraio - Viktor Buturlin, regista sovietico (n. 1946)
- 5 febbraio - Rubén Fuentes, violinista messicano (n. 1926)
- 5 febbraio - Angélica Gorodischer, scrittrice argentina (n. 1928)
- 5 febbraio - Fernando Marías, scrittore e sceneggiatore spagnolo (n. 1958)
- 5 febbraio - Boris Mel'nikov, schermidore sovietico (n. 1938)
- 5 febbraio - Leili Pärnpuu, scacchista estone (n. 1950)
- 5 febbraio - Warren Woodcock, tennista e allenatore di tennis australiano (n. 1936)
- 6 febbraio - Sayyid Al-Qemany, islamista egiziano (n. 1947)
- 6 febbraio - Angiolo Bandinelli, scrittore e politico italiano (n. 1927)
- 6 febbraio - Susan Britton, cestista statunitense (n. 1949)
- 6 febbraio - Maria Carrilho, politica portoghese (n. 1943)
- 6 febbraio - Filippo Crivelli, regista teatrale italiano (n. 1928)
- 6 febbraio - George Crumb, compositore e pianista statunitense (n. 1929)
- 6 febbraio - Carmen De Min, antifascista e attivista italiana (n. 1934)
- 6 febbraio - Alessio Felicino, giocatore di calcio a 5 italiano (n. 1981)
- 6 febbraio - Ronnie Hellström, calciatore svedese (n. 1949)
- 6 febbraio - Lata Mangeshkar, cantante indiana (n. 1929)
- 6 febbraio - Frank Pesce, attore statunitense (n. 1946)
- 6 febbraio - Happy Ruggiero, produttore discografico, compositore e cantante italiano (n. 1938)
- 6 febbraio - Ilmārs Verpakovskis, calciatore lettone (n. 1958)
- 7 febbraio - Margarita Lozano, attrice spagnola (n. 1931)
- 7 febbraio - Pietro Plescan, pittore e incisore italiano (n. 1929)
- 7 febbraio - Federico Sanguigni, regista radiofonico e direttore del doppiaggio italiano (n. 1930)
- 7 febbraio - Douglas Trumbull, regista, produttore cinematografico e effettista statunitense (n. 1942)
- 8 febbraio - Bill Lienhard, cestista statunitense (n. 1930)
- 8 febbraio - Luc Montagnier, biologo e virologo francese (n. 1932)
- 8 febbraio - Donatella Raffai, conduttrice televisiva e giornalista italiana (n. 1943)
- 8 febbraio - Jackie Robinson, cestista statunitense (n. 1927)
- 8 febbraio - Gerhard Roth, scrittore austriaco (n. 1942)
- 8 febbraio - Daniel Sili, pallanuotista brasiliano (n. 1930)
- 8 febbraio - Giacomo Tamburino, medico italiano (n. 1925)
- 9 febbraio - Giovanni Bruni, politico italiano (n. 1938)
- 9 febbraio - Valerio Carrara, politico italiano (n. 1951)
- 9 febbraio - Henry Danton, ballerino britannico (n. 1919)
- 9 febbraio - Betty Davis, cantante statunitense (n. 1944)
- 9 febbraio - Fabio Duque Jaramillo, vescovo cattolico colombiano (n. 1950)
- 9 febbraio - Ian McDonald, cantante, polistrumentista e compositore britannico (n. 1946)
- 9 febbraio - Super Muñeco, wrestler messicano (n. 1952)
- 9 febbraio - Tor Österlund, calciatore finlandese (n. 1935)
- 9 febbraio - André Wilms, attore francese (n. 1947)
- 10 febbraio - Piero Bellotti, lottatore italiano (n. 1942)
- 10 febbraio - Manuel Esquivel, politico beliziano (n. 1940)
- 10 febbraio - Duvall Hecht, canottiere statunitense (n. 1930)
- 10 febbraio - Antonio Kuk, calciatore e saggista italiano (n. 1944)
- 10 febbraio - Nikolaj Manošin, calciatore sovietico (n. 1938)
- 10 febbraio - Mino Milani, giornalista, scrittore e fumettista italiano (n. 1928)
- 10 febbraio - Francesco Samà, politico italiano (n. 1940)
- 11 febbraio - Franca Cancogni, traduttrice, sceneggiatrice e scrittrice italiana (n. 1920)
- 11 febbraio - Ilia Datunashvili, calciatore sovietico (n. 1937)
- 11 febbraio - Nikolaus Lang, pittore tedesco (n. 1941)
- 11 febbraio - Domenico Lucente, imprenditore, dirigente pubblico e politico italiano (n. 1943)
- 11 febbraio - Ally Mtoni, calciatore tanzaniano (n. 1993)
- 11 febbraio - Luís Ribeiro Pinto Neto, calciatore brasiliano (n. 1946)
- 11 febbraio - Ernesto Ros, pugile italiano (n. 1952)
- 11 febbraio - Teodoro Saponaro, politico italiano (n. 1927)
- 12 febbraio - Tomás Osvaldo González Morales, vescovo cattolico cileno (n. 1935)
- 12 febbraio - Ivan Reitman, regista e produttore cinematografico slovacco (n. 1946)
- 12 febbraio - Galina Šamraj, ginnasta sovietica (n. 1931)
- 13 febbraio - Berit Berthelsen, lunghista e multiplista norvegese (n. 1944)
- 13 febbraio - Edmar Mednis, scacchista e scrittore statunitense (n. 1937)
- 13 febbraio - Enzo Robutti, attore italiano (n. 1933)
- 13 febbraio - Halyna Sevruk, artista e attivista ucraina (n. 1929)
- 14 febbraio - Renzo Belli, farmacista italiano (n. 1945)
- 14 febbraio - Tony Fuochi, doppiatore italiano (n. 1955)
- 14 febbraio - Borislav Ivkov, scacchista serbo (n. 1933)
- 14 febbraio - Andrej Lopatov, cestista sovietico (n. 1957)
- 14 febbraio - Željko Mijač, calciatore e allenatore di calcio croato (n. 1954)
- 14 febbraio - Julio Morales, calciatore uruguaiano (n. 1945)
- 14 febbraio - Sandy Nelson, batterista statunitense (n. 1938)
- 14 febbraio - Alfred Sole, regista, scenografo e sceneggiatore statunitense (n. 1943)
- 14 febbraio - Charles Yohane, calciatore zimbabwese (n. 1973)
- 15 febbraio - Vasilis Botinos, calciatore greco (n. 1944)
- 15 febbraio - Arnaldo Jabor, regista, sceneggiatore e scrittore brasiliano (n. 1940)
- 15 febbraio - Bappi Lahiri, compositore, cantante e politico indiano (n. 1952)
- 15 febbraio - Juan Carlos Lallana, calciatore argentino (n. 1938)
- 15 febbraio - Deep Sidhu, attore cinematografico indiano (n. 1984)
- 15 febbraio - Józef Zapędzki, tiratore a segno polacco (n. 1929)
- 16 febbraio - Cristina Calderón, scrittrice, etnografa e lessicografa cilena (n. 1928)
- 16 febbraio - Luigi De Magistris, cardinale e arcivescovo cattolico italiano (n. 1926)
- 16 febbraio - Michel Deguy, scrittore, poeta e filosofo francese (n. 1930)
- 16 febbraio - Sergio Franzoi, pittore italiano (n. 1929)
- 16 febbraio - Orazio Gnerre, linguista, traduttore e saggista italiano (n. 1925)
- 16 febbraio - Dražen Gović, calciatore croato (n. 1981)
- 16 febbraio - Gail Halvorsen, aviatore e militare statunitense (n. 1920)
- 16 febbraio - Gérard Moss, aviatore, ambientalista e esploratore britannico (n. 1955)
- 16 febbraio - Declan O'Brien, regista, sceneggiatore e produttore cinematografico statunitense (n. 1965)
- 16 febbraio - Marco Salvador, scrittore italiano (n. 1948)
- 16 febbraio - Amos Sawyer, politico liberiano (n. 1945)
- 16 febbraio - Valentino Valli, calciatore italiano (n. 1929)
- 17 febbraio - David Brenner, montatore statunitense (n. 1962)
- 17 febbraio - Steve Burtenshaw, calciatore e allenatore di calcio inglese (n. 1935)
- 17 febbraio - Angelo e Alfredo Castiglioni, archeologo e regista italiano (n. 1937)
- 17 febbraio - Fausto Cigliano, cantante, chitarrista e attore italiano (n. 1937)
- 17 febbraio - Alessandro D'Ortenzi, criminale italiano (n. 1942)
- 17 febbraio - Máté Fenyvesi, calciatore ungherese (n. 1933)
- 17 febbraio - Giuseppe Finocchiaro, pianista e compositore italiano (n. 1965)
- 17 febbraio - Jim Hagedorn, politico statunitense (n. 1962)
- 17 febbraio - František Václav Lobkowicz, vescovo cattolico ceco (n. 1948)
- 17 febbraio - Giovanni Percoco, storico, filologo e linguista italiano (n. 1936)
- 17 febbraio - Bepi Ros, pugile italiano (n. 1942)
- 17 febbraio - Roger M. Savory, iranista e linguista britannico (n. 1925)
- 17 febbraio - Henny Trayles, attrice e comica tedesca (n. 1937)
- 18 febbraio - Luigi Di Bartolomeo, politico italiano (n. 1943)
- 18 febbraio - Leo Fong, attore cinese (n. 1928)
- 18 febbraio - Brad Johnson, attore statunitense (n. 1959)
- 18 febbraio - Lindsey Pearlman, attrice statunitense (n. 1978)
- 18 febbraio - Héctor Pulido, calciatore messicano (n. 1942)
- 18 febbraio - Raoul Schollhammer, allenatore di calcio e calciatore francese (n. 1932)
- 18 febbraio - Mauricio Ugartemendia, calciatore spagnolo (n. 1934)
- 18 febbraio - Tom Veitch, fumettista statunitense (n. 1941)
- 19 febbraio - Gary Brooker, cantante, pianista e compositore britannico (n. 1945)
- 19 febbraio - Nigel Butterley, pianista e compositore australiano (n. 1935)
- 19 febbraio - Marino Golinelli, imprenditore, filantropo e collezionista d'arte italiano (n. 1920)
- 19 febbraio - Dan Graham, artista e scrittore statunitense (n. 1942)
- 19 febbraio - Gordana Janjić, cestista jugoslava (n. 1952)
- 19 febbraio - Kakuichi Mimura, calciatore giapponese (n. 1931)
- 19 febbraio - Carlo Molari, presbitero, insegnante e saggista italiano (n. 1928)
- 19 febbraio - Jacques Poos, politico e economista lussemburghese (n. 1935)
- 19 febbraio - Charley Taylor, giocatore di football americano statunitense (n. 1941)
- 20 febbraio - Eduardo Bonomi, politico e guerrigliero uruguaiano (n. 1948)
- 20 febbraio - Pierluigi Frosio, calciatore, allenatore di calcio e dirigente sportivo italiano (n. 1948)
- 20 febbraio - Joni James, cantante statunitense (n. 1930)
- 20 febbraio - Ulf Lyfors, allenatore di calcio svedese (n. 1943)
- 20 febbraio - Pasquale Santoro, pittore italiano (n. 1933)
- 20 febbraio - Aleksandr Sidorenko, nuotatore sovietico (n. 1960)
- 21 febbraio - Roger Carter, matematico statunitense (n. 1934)
- 21 febbraio - John Emery, bobbista canadese (n. 1932)
- 21 febbraio - Paul Farmer, antropologo e medico statunitense (n. 1959)
- 21 febbraio - Giancarlo Gallesi, calciatore e allenatore di calcio italiano (n. 1932)
- 21 febbraio - Abdul Waheed Khan, hockeista su prato pakistano (n. 1936)
- 21 febbraio - Maurizio Marchitelli, scenografo italiano (n. 1949)
- 21 febbraio - Judith Pipher, astronoma e fisica statunitense (n. 1940)
- 22 febbraio - Jesús Tirso Blanco, vescovo cattolico e missionario argentino (n. 1957)
- 22 febbraio - Carlos Cojuangco, politico e imprenditore filippino (n. 1963)
- 22 febbraio - Ivan Dzjuba, critico letterario e politico ucraino (n. 1931)
- 22 febbraio - Valerij Klimov, violinista e docente russo (n. 1931)
- 22 febbraio - Mark Lanegan, cantautore e musicista statunitense (n. 1964)
- 22 febbraio - Alberto Lembo, giornalista e politico italiano (n. 1944)
- 22 febbraio - Josephine Veasey, mezzosoprano britannico (n. 1930)
- 22 febbraio - Jorge Zaragoza, cestista messicano (n. 1947)
- 23 febbraio - Nelson Babrow, rugbista a 15 sudafricano (n. 1949)
- 23 febbraio - Gilberto Alves de Souza, calciatore brasiliano (n. 1946)
- 23 febbraio - Arnoldo Granella, calciatore italiano (n. 1939)
- 23 febbraio - José Isidro Guerrero Macías, vescovo cattolico messicano (n. 1951)
- 23 febbraio - Edmund Keeley, scrittore, traduttore e saggista statunitense (n. 1928)
- 23 febbraio - Rehman Malik, politico e funzionario pakistano (n. 1951)
- 23 febbraio - Nerio Neri, scrittore italiano (n. 1935)
- 23 febbraio - Antonietta Stella, soprano italiano (n. 1929)
- 23 febbraio - Ion Adrian Zare, calciatore rumeno (n. 1959)
- 24 febbraio - Clara Bindi, attrice italiana (n. 1927)
- 24 febbraio - Dzmitryj Debelka, lottatore bielorusso (n. 1976)
- 24 febbraio - Goffredo Gaeta, ceramista e scultore italiano (n. 1937)
- 24 febbraio - Ivanka Hristova, pesista bulgara (n. 1941)
- 24 febbraio - V"jačeslav Jerko, aviatore e militare ucraino (n. 1985)
- 24 febbraio - Sally Kellerman, attrice statunitense (n. 1937)
- 24 febbraio - Dmytro Kolomijec', aviatore e militare ucraino (n. 1973)
- 24 febbraio - John Landy, politico e mezzofondista australiano (n. 1930)
- 24 febbraio - Henry Lincoln, scrittore e attore britannico (n. 1930)
- 24 febbraio - Jim Milisavljevic, calciatore australiano (n. 1951)
- 24 febbraio - Eduardo Vicente Mirás, arcivescovo cattolico argentino (n. 1929)
- 24 febbraio - Vitalij Movčan, militare ucraino (n. 1998)
- 24 febbraio - Kathleen Nord, nuotatrice tedesca (n. 1965)
- 24 febbraio - Deanie Parrish, militare e aviatrice statunitense (n. 1922)
- 24 febbraio - Vitalij Volodymyrovyč Skakun, militare ucraino (n. 1996)
- 24 febbraio - Va'aiga Tuigamala, rugbista a 13, rugbista a 15 e procuratore sportivo samoano (n. 1969)
- 24 febbraio - Vladyslav Ukraïnec', militare ucraino (n. 1999)
- 25 febbraio - Andreina Griseri, storica dell'arte italiana (n. 1925)
- 25 febbraio - Farrah Forke, attrice statunitense (n. 1968)
- 25 febbraio - Laurel Goodwin, attrice statunitense (n. 1942)
- 25 febbraio - Shirley Hughes, scrittrice e illustratrice britannica (n. 1927)
- 25 febbraio - Hennadij Matuljak, aviatore e militare ucraino (n. 1977)
- 25 febbraio - Oleksandr Oksančenko, aviatore e militare ucraino (n. 1968)
- 25 febbraio - Dick Versace, allenatore di pallacanestro e dirigente sportivo statunitense (n. 1940)
- 26 febbraio - Pietro Archiati, filosofo, scrittore e editore italiano (n. 1944)
- 26 febbraio - Claudio Carafoli, attore teatrale e regista teatrale italiano (n. 1941)
- 26 febbraio - Giampaolo Giuliani, italiano (n. 1947)
- 26 febbraio - Gilbert Moevi, calciatore togolese (n. 1934)
- 26 febbraio - Danny Ongais, pilota automobilistico statunitense (n. 1942)
- 26 febbraio - Donald Walter Trautman, vescovo cattolico statunitense (n. 1936)
- 26 febbraio - Harald Weinrich, linguista e filologo tedesco (n. 1927)
- 27 febbraio - Richard C. Blum, imprenditore statunitense (n. 1935)
- 27 febbraio - Veronica Carlson, attrice britannica (n. 1944)
- 27 febbraio - Alan Anderson, calciatore scozzese (n. 1939)
- 27 febbraio - Ned Eisenberg, attore statunitense (n. 1957)
- 27 febbraio - Gaetano Giani Luporini, compositore italiano (n. 1936)
- 27 febbraio - Marietta Giannakou, politica greca (n. 1951)
- 27 febbraio - Joseph Pathrapankal, presbitero, teologo e biblista indiano (n. 1930)
- 27 febbraio - Giorgio Redaelli, alpinista italiano (n. 1935)
- 27 febbraio - Nick Zedd, regista, attore e artista statunitense (n. 1958)
- 28 febbraio - Stepan Ciobanu, aviatore e militare ucraino (n. 1963)
- 28 febbraio - Christopher Mallaby, diplomatico inglese (n. 1936)
- 28 febbraio - Paolo Antonio Martini, architetto italiano (n. 1943)
- 28 febbraio - Riccardo Scarcia, filologo classico e latinista italiano (n. 1938)
- 28 febbraio - Andrej Suchoveckij, generale e paracadutista russo (n. 1974)
- 28 febbraio - Paolo Turco, attore, doppiatore e direttore del doppiaggio italiano (n. 1948)